# Huub Stevens
Huub Stevens (Sittard, 1953. november 29. –) válogatott holland labdarúgó, hátvéd, edző.

## Pályafutása

### Klubcsapatban
1970 és 1975 között a Fortuna Sittard, 1975 és 1986 között a PSV Eindhoven labdarúgója volt. A PSV-vel három holland bajnoki címet és egy kupagyőzelmet ért el. Tagja volt az 1977–78-as idényben UEFA-kupa-győztes együttesnek.

### A válogatottban
1979 és 1985 között 18 alkalommal szerepelt a holland válogatottban és egy gólt szerzett. Tagja volt az 1980-as olaszországi Európa-bajnokságon részt vevő csapatnak.

## Sikerei, díjai

### Játékosként
PSV Eindhoven
- Holland bajnokság
  - bajnok (3): 1975–76, 1977–78, 1985–86
- Holland kupa
  - győztes: 1976
- UEFA-kupa
  - győztes: 1977–78

### Edzőként
Roda JC
- Holland bajnokság
  - 2.: 1994–95

 Schalke 04
- Német bajnokság (Bundesliga)
  - 2.: 2000–01
- Német kupa (DFB-Pokal)
  - győztes: 2001, 2002
- UEFA-kupa
  - győztes: 1996–97

 PSV Eindhoven
- Holland szuperkupa
  - győztes: 2008

 Red Bull Salzburg
- Osztrák bajnokság
  - bajnok: 2009–10

## Statisztika

### Mérkőzései a holland válogatottban
| Hollandia | Hollandia            | Hollandia                       | Hollandia     | Hollandia | Hollandia     | Hollandia     | Hollandia | Hollandia |
| #         | Dátum                | Helyszín                        | Hazai         | Eredmény  | Vendég        | Kiírás        | Gólok     | Esemény   |
| --------- | -------------------- | ------------------------------- | ------------- | --------- | ------------- | ------------- | --------- | --------- |
| 1.        | 1979. február 24.    | Milánó, Giuseppe Meazza Stadion | Olaszország   | 3 – 0     | Hollandia     | barátságos    | -         | 46'       |
| 2.        | 1979. március 28.    | Eindhoven, Philips Sportpark    | Hollandia     | 3 – 0     | Svájc         | Eb-selejtező  | -         | 83'       |
| 3.        | 1979. május 2.       | Chorzów, Stadion Śląski         | Lengyelország | 2 – 0     | Hollandia     | Eb-selejtező  | -         |           |
| 4.        | 1979. május 22.      | Bern, Wankdorfstadion (SUI)     | Argentína     | 0 – 0     | Hollandia     | barátságos    | -         |           |
| 5.        | 1979. szeptember 5.  | Reykjavík, Laugardalsvöllur     | Izland        | 0 – 4     | Hollandia     | Eb-selejtező  | -         |           |
| 6.        | 1979. szeptember 26. | Rotterdam, Feijenoord Stadion   | Hollandia     | 1 – 0     | Belgium       | barátságos    | -         | 62'       |
| 7.        | 1979. október 17.    | Amszterdam, Olimpiai Stadion    | Hollandia     | 1 – 1     | Lengyelország | Eb-selejtező  | 1         | 64'       |
| 8.        | 1979. november 21.   | Lipcse, Zentralstadion          | NDK           | 2 – 3     | Hollandia     | Eb-selejtező  | -         | 67'       |
| 9.        | 1980. január 23.     | Vigo, Estadio de Balaídos       | Spanyolország | 1 – 0     | Hollandia     | barátságos    | -         |           |
| 10.       | 1980. március 26.    | Párizs, Parc des Princes        | Franciaország | 0 – 0     | Hollandia     | barátságos    | -         |           |
| 11.       | 1980. június 11.     | Nápoly, Stadio San Paolo (ITA)  | Görögország   | 0 – 1     | Hollandia     | Eb-csoportkör | -         |           |
| 12.       | 1980. június 14.     | Nápoly, Stadio San Paolo (ITA)  | NSZK          | 3 – 2     | Hollandia     | Eb-csoportkör | -         | 50'       |
| 13.       | 1981. március 25.    | Rotterdam, Feijenoord Stadion   | Hollandia     | 1 – 0     | Franciaország | vb-selejtező  | -         | 65'       |
| 14.       | 1981. április 29.    | Nicosia, Makário Stadion        | Ciprus        | 0 – 1     | Hollandia     | vb-selejtező  | -         |           |
| 15.       | 1981. szeptember 1.  | Zürich, Hardturm stadion        | Svájc         | 2 – 1     | Hollandia     | barátságos    | -         |           |
| 16.       | 1982. április 14.    | Eindhoven, Philips Sportpark    | Hollandia     | 1 – 0     | Görögország   | barátságos    | -         | 59'       |
| 17.       | 1982. szeptember 22. | Rotterdam, Feijenoord Stadion   | Hollandia     | 2 – 1     | Írország      | Eb-selejtező  | -         |           |
| 18.       | 1985. szeptember 4.  | Heerenveen, Abe Lenstra Stadion | Hollandia     | 1 – 0     | Bulgária      | barátságos    | -         | 46'       |
|           | Összesen             |                                 |               | 18        | mérkőzés      |               | 1         | gól       |